# Celso Morga Iruzubieta
Celso Morga Iruzubieta (Huércanos, La Rioja, 28 de janeiro de 1948) é um clérigo católico romano espanhol e arcebispo-emérito de Mérida-Badajoz.

## Vida
Celso Morga Iruzubieta estudou em um seminário diocesano e recebeu o Sacramento da Ordem em 24 de junho de 1972 pela Diocese de Calahorra y La Calzada-Logroño.
Morga Iruzubieta é PhD em Direito Canônico pela Universidade de Navarra. Foi então pároco e oficial da diocese de Calahorra y La Calzada-Logroño. Depois disso, Celso Morga Iruzubieta foi oficial na Arquidiocese de Córdoba na Argentina e professor de direito canônico no Seminário Arquidiocesano de Córdoba por quatro anos. Em 1987 tornou-se membro da equipe da Congregação para o Clero, onde se tornou gerente de escritório em 2000. Em 25 de janeiro de 1993, o Papa João Paulo II concedeu-lhe o título honorário de Capelão de Sua Santidade (Monsenhor) e em 30 de março de 2004 o título de Prelado Honorário de Sua Santidade. O Papa Bento XVI nomeou-o em 10 de novembro de 2009 subsecretário da Congregação para o Clero.
Em 29 de dezembro de 2010, o Papa Bento XVI o nomeou Arcebispo titular de Alba Maritima e Secretário da Congregação para o Clero. Bento XVI deu-lhe a consagração episcopal em 5 de fevereiro de 2011 na Basílica de São Pedro; os co-consagradores foram o Cardeal Angelo Sodano e o Cardeal Secretário de Estado Tarcisio Bertone, S.D.B. Em 21 de setembro de 2013, o Papa Francisco o confirmou como Secretário da Congregação para o Clero.
O Papa Francisco o nomeou Arcebispo Coadjutor de Mérida-Badajoz em 8 de outubro de 2014.
Com a renúncia por idade de Santiago García Aracil em 21 de maio de 2015, sucedeu-o como Arcebispo de Mérida-Badajoz.
 

Em 21 de junho de 2021, o Papa Francisco o nomeou membro do Supremo Tribunal da Assinatura Apostólica por cinco anos. O Papa aceitou a sua renúncia por idade em 29 de junho de 2024.